# پدرنالس (شهر)
پدرنالس (به لاتین: Pedernales) یک شهر در جمهوری دومینیکن است که در سانتو دومینگو واقع شده‌است.

## خصوصیات
پدرنالس ۱٬۲۷۴٫۶۷ کیلومترمربع مساحت و ۲۷٬۹۵۵ نفر جمعیت دارد و ۱۰ متر بالاتر از سطح دریا واقع شده‌است.